# 74. п. н. е.

## Умрли
- Никомед IV Филопатор — последњи цар Витиније
- Чао-ди — император Кине
- Луције Октавије — римский государственный деятель, консул в 75 до н. э. Скончался в Киликии;
- Гај Аврели
- Котта,